# Milagros Maylin
Milagros Lucía Maylin (Buenos Aires, 12 de noviembre de 1985) es una política argentina perteneciente a Propuesta Republicana. Se desempeñó en el Ministerio Desarrollo Humano y Hábitat del Gobierno de la Ciudad de Buenos Aires entre 2015 y 2016, en la Jefatura de Gabinete, entre 2016 y 2017, y como Directora Ejecutiva del Organismo Provincial de Integración Social y Urbana desde 2018 al 2019, y como Coordinadora General Control de la Pandemia de la Ciudad de Buenos Aires desde 2020 hasta el 2021, y como Secretaria de Tercera Edad y Bienestar Integral para Personas Mayores en la Ciudad de Buenos Aires entre 2021 y 2022.

## Biografía
Milagros Maylin estudió Comunicación Social en la Universidad Austral, donde se graduó con Medalla de Oro. Maylin obtuvo su Maestría en Administración de Empresas en el IAE Business School, 
Maylin desarrolló su carrera profesional en telecomunicaciones, marketing y proyectos estratégicos. Entre 2007 y 2015, ocupó diferentes cargos en Telefónica Argentina y Assurant.

## Función pública
En diciembre de 2015, asumió como directora general de la Tercera Edad en el Ministerio de Desarrollo Humano y Hábitat del Gobierno de la Ciudad de Buenos Aires. Tuvo a su cargo programas como +SIMPLE, de inclusión digital para adultos mayores, y Ciudades Amigables. En diciembre de 2016, ingresó al gobierno de la provincia de Buenos Aires como Directora Provincial de Control de Gestión, en el área de la Jefatura de Gabinete, durante la gobernación de María Eugenia Vidal. Posteriormente, ascendió a Subsecretaria de Integración Social y Urbana, liderando el Organismo Provincial de Integración Social y Urbana (OPISU), encargado de reurbanizar villas y asentamientos en la Provincia de Buenos Aires desde diciembre de 2018 hasta 2019.
Junto con María Eugenia Vidal y Carolina Stanley, fue una de las impulsoras de "La marea", una red de líderes comunitarios que se forman y estudian para brindar asistencia en sus propios barrios, las zonas más vulnerables del conurbano bonaerense.
Regresó al gobierno de la Ciudad en febrero de 2020. Durante la pandemia de COVID-19, coordinó proyectos importantes para la contención de la pandemia, como el plan de vacunación antigripal, el plan de vacunación contra el COVID-19, la creación de centros de pruebas en la Ciudad de Buenos Aires y los estudios de seroprevalencia.
En agosto de 2021, asumió como Secretaria de Tercera Edad y Bienestar Integral para Personas Mayores de la Ciudad de Buenos Aires. Su principal enfoque estuvo en trabajar sobre la Soledad No Deseada en las Personas Mayores, creando programas como "Escucha Activa", un centro de llamadas especializado en gerontología para que los mayores pudieran llamar en caso de sentir soledad. Además, llevó adelante programas para trabajar sobre la Economía Plateada en Argentina, permaneciendo en el cargo hasta diciembre de 2022.

## Actualidad
En 2023, se mantuvo activa políticamente durante la campaña presidencial, apoyando la precandidatura de Horacio Rodríguez Larreta.
Forma parte de la Fundación Pensar, para la que ha desarrollado un Plan Nacional de Reurbanización de Villas, que promete urbanizar el 50% de la población que habita en villas de la Provincia de Buenos Aires en tan solo 4 años.